# Caíde de Rei
Caíde de Rei es una freguesia portuguesa del concelho de Lousada, en el distrito de Oporto, con una superficie de 6,66 km², una población de 2.529 habitantes  y una densidad de población de 379,7 hab./km².
Situada a unos 8 km de la cabecera del concelho, limitando con los de Amarante y Peñafiel, la freguesia está atravesada por el arroyo Ribeira de Caíde y linda también con un pequeño tramo del río Sousa, afluente del Duero.
Documentada ya en el siglo XIII como "Parrochia Santi Petri Cadii", de patronato real, Caíde de Rei perteneció al concelho de Santa Cruz de Riba Tâmega, hasta su extinción en 1855, pasando desde entonces al de Lousada.
En el patrimonio histórico-artístico de la freguesia destaca la iglesia parroquial, construida en el siglo XVI y profundamente reformada en el XIX, con la construcción de una nueva portada neorrománica.